# Герман (Клица)
Герман Святогорский (в миру Григорий Иванович Клица; 3 марта 1816, город Нежин, Черниговской губернии — 13 апреля 1890, Святогорский монастырь) — архимандрит, настоятель Святогорского монастыря.
Причислен к лику местночтимых святых Украинской Православной Церкви 8 мая 2008 года, почитается в лике преподобных.

## Биография
Герман Клица родился 3 марта 1816 года в городе Нежине, Черниговской губернии, в многодетной купеческой семье; дед Григория был греком с острова Кефалиния. Был крещён в честь святителя Григория Паламы.
Окончил Нежинское греческое училище, гимназию высших наук князя Безбородко и Московское коммерческое училище.
В 1830-х годах занимался купеческой деятельностью, в 1835 году, возвращаясь с Ирбитской ярмарки, провалился под лёд Волги и после чудесного спасения дал обет стать монахом.
В 1840 году по благословению архиепископа Харьковского Мелетия (Леонтовича) Григорий ушёл послушником в Глинскую пустынь, здесь его отправили на монастырскую пасеку. 20 июня 1842 года его постригли в рясофор и назначили письмоводителем монастыря.
В 1844 году перешёл в возрождённый Святогорский монастырь, где 7 марта 1845 года пострижен в честь святителя Германа, патриарха Константинопольского. 17 марта епископом Иннокентием Борисовым рукоположён в сан иеродиакона. Проходил послушания уставщика и ввёл в обители глинский распев. Из-за конфликта с братией в 1846 году удалился из монастыря и жил в других монастырях. В 1847 году вернулся в монастырь и 12 мая епископом Иннокентием (Борисовым) рукоположён в сан иеромонаха. 23 декабря 1850 года назначен ризничим монастыря.
После кончины игумена Арсения братия 25 октября 1859 года избрала отца Германа настоятелем; по преданию, он отказывался, но ему явилась Богородица и сказала, что она будет управлять монастырём, а он будет лишь тростью в её руках. 30 октября возведён в сан игумена. 16 декабря 1861 года во время посещения монастыря императором Александром II был возведён в сан архимандрита. В 1863 году назначен благочинным монастырей Харьковской епархии.
Во время настоятельства отец Герман неукоснительно соблюдал глинский устав, расширял монастырь, строил новые скиты и подворья. Самый известный из них Спасо-Святогорский скит на месте крушения царского поезда в Борках, за него Герман был награждён орденом Святой Анны 1-й степени.
13 апреля 1890 года отец Герман скончался, приобщившись Святых Христовых Таин и был погребён у входа в больничную церковь монастыря. Вскоре благочестивые почитатели построили над могилой часовню.
После революции 1917 года склеп осквернили работники милиции, часть останков захоронили у ограды Ахтырского хутора. В 1995 году братия возрождённой обители склеп восстановила.
В 2000 году по старым фотографиям создали живописный портрет отца Германа.

## Награды
- Орден Святой Анны 1-й степени (1890)
- Орден Святого Владимира 4-й степени (1880)
- Орден Святой Анны 2-й степени (1869)
- Орден Святой Анны 3-й степени (1865)

## Канонизация
8 мая 2008 года Священный синод Украинской православной церкви принял решение о местной канонизации подвижника в Донецкой епархии, в Соборе Святогорских святых (день памяти – 11 (24) сентября).
Чин прославления подвижника состоялся во время визита в Святогорскую лавру 12 июля 2008 года предстоятеля Украинской православной церкви митрополита Киевского и всея Украины Владимира, в Свято-Успенском соборе лавры.